# سيرتانوبوليس
سيرتانوبوليس بلدية في ولاية بارانا في المنطقة الجنوبية من البرازيل.